# Leuchter (Heraldik)
Der Leuchter, auch als Kandelaber, Armleuchter, Kerzenhalter u.d.gl. bezeichnet, ist in der Heraldik eine seltene Wappenfigur und ist im Wappen unterschiedlich dargestellt. Er kann kurz als Ständer für Kerzen begriffen werden. Die Form reicht von einem säulenartigen bis zu mehrarmigen Leuchter wie die Menora. Ein bekannten Typ ist der siebenarmige Leuchter im Wappen von Israel.  Als heraldische Tingierung sind Gold und Silber bevorzugt. Die „einarmigen“ Leuchter werden gelegentlich bis zu drei in 2:1 Stellung im Wappen dargestellt. Andere Figuren können daneben im Wappen oder Feld sein. Wird ein Leuchter von einer Hand gehalten, ist das in der Wappenbeschreibung zu erwähnen. Ebenso ist es ein Merkmal, ob Kerzen im Leuchter sind und diese brennen.

## Beispiele

Drei 2:1 gestellte goldene Menora
Canlers eine Gemeinde im französischen Département Pas-de-Calais
Ein Leuchter mit zwei brennenden Kerzen (zweiarmig)
Dreiarmiger Leuchter im Wappen von Weliki Nowgorod
Adelswappen von Moellendorff (Adelsgeschlecht)
Vierarmiger Leuchter
Wappen Israels
Weitramsdorf in Blau
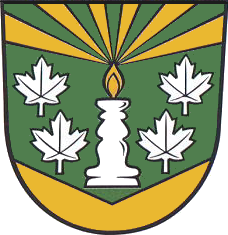
Das Wappen von Lichte ist ein redendes Wappen
Wurmberg